# 河田町
河田町（日语：／ Kawadachō */?）是東京都新宿區的町名。住居表示已實施地區，未設丁目。當地人口有2,995人（2017年12月1日）。郵遞區號162-0054。

## 地理
原本屬於舊牛込區。東京女子醫科大學與附屬研究機構占據町域大部分地區。過去此地曾是富士電視台本社所在地，因此「河田町」也曾作為富士電視台的代稱。富士電視台本社在1997年遷往港區台場。現在已改建為出租公寓大樓。

## 歷史

### 町名變遷
- 1869年 - 武家地與牛込村字川田窪區域成立市谷河田町。
- 1911年 - 改稱市谷河田町
- 1986年 - 實施住居表示，市谷河田町、原町三丁目部分地區、住吉町部分地區、若松町部分地區合併成立河田町。

### 地名由來
最早的「川田」或後來的「河田」都是指河邊的田圃。

## 圖片

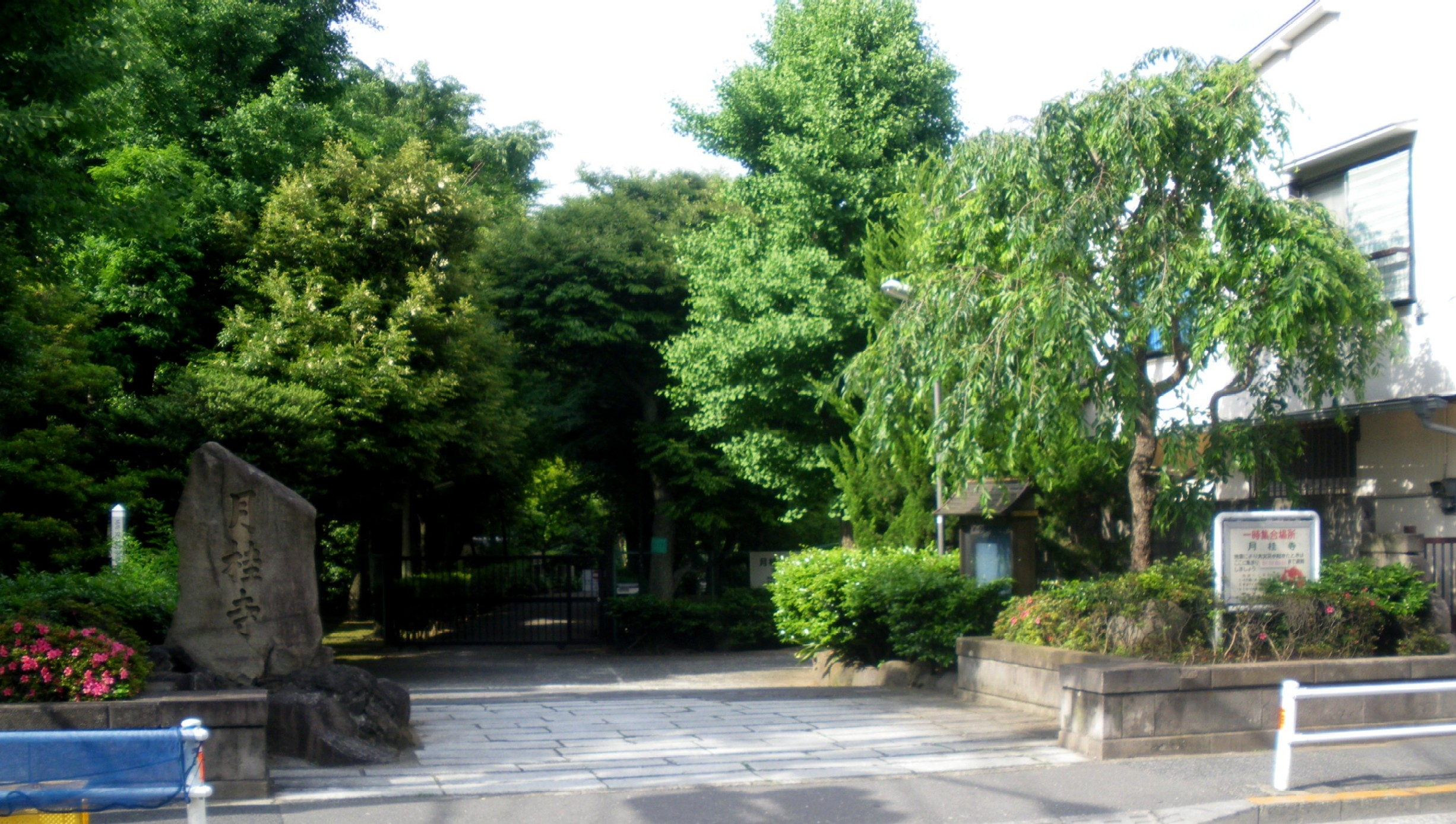
月桂寺
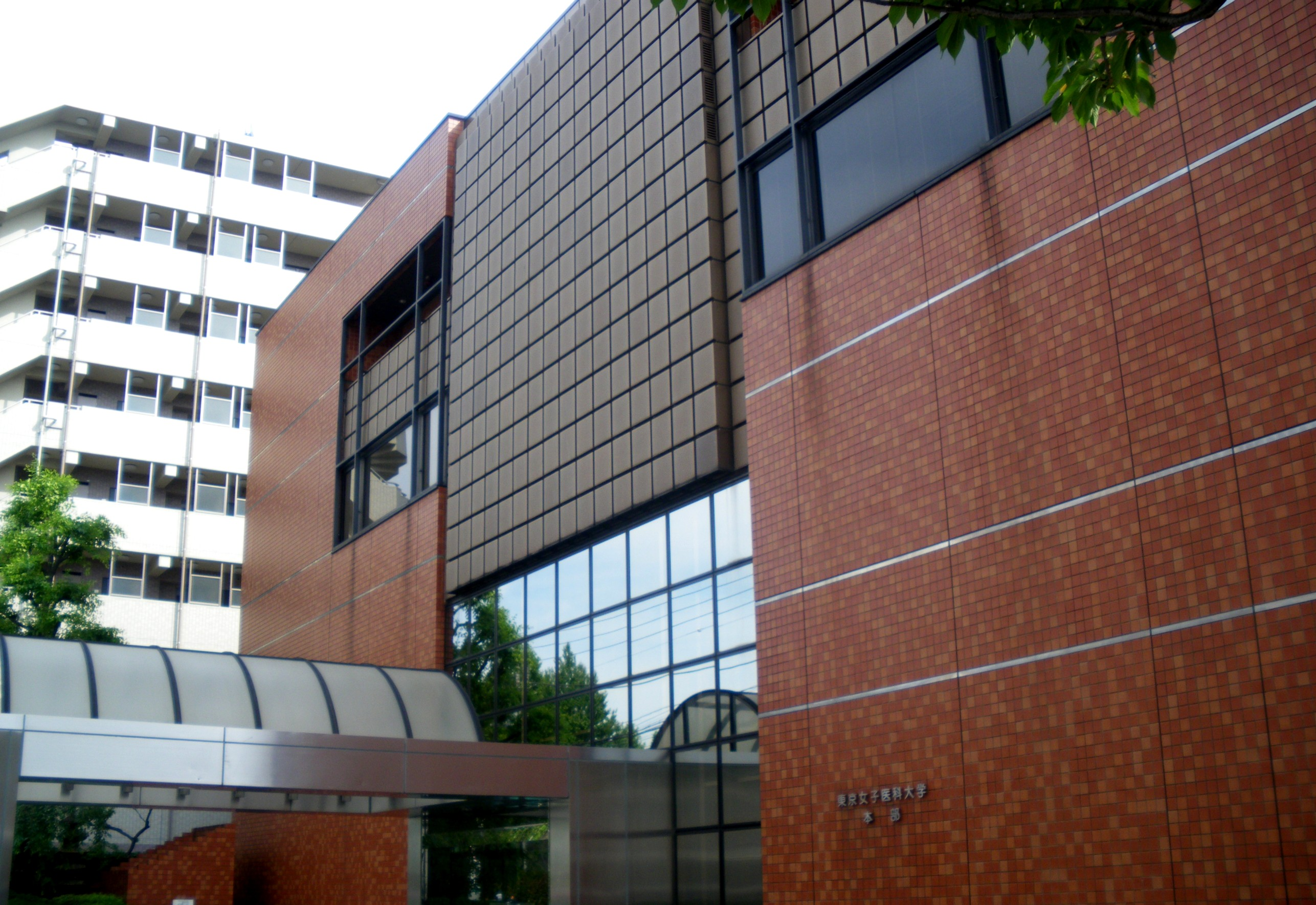
東京女子醫科大學本部
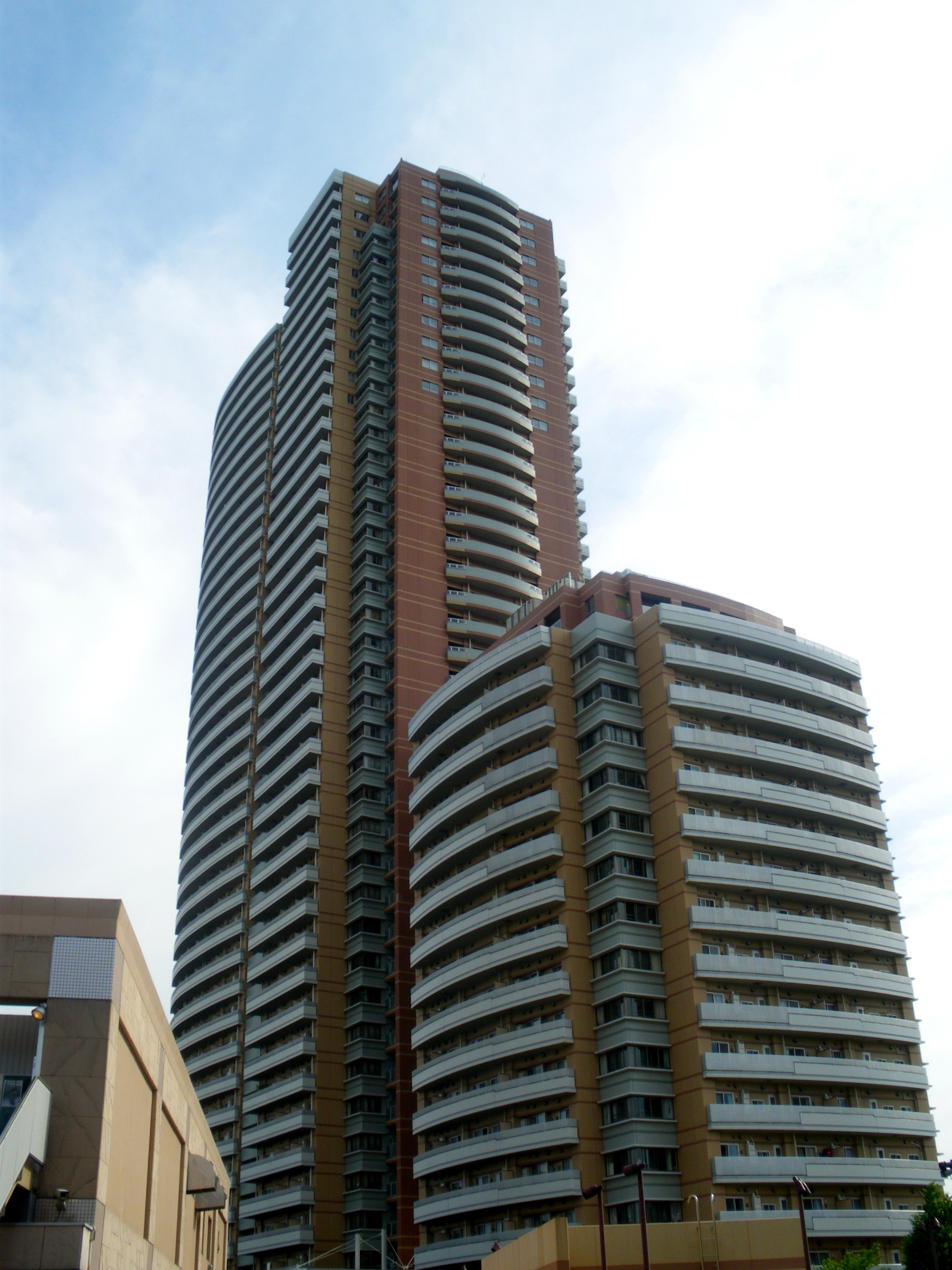
河田町Comfo Garden

## 備註
1. ↑  .   [2013-08-10]. （原始内容存档于2014-08-19）.